# Deepak Lal

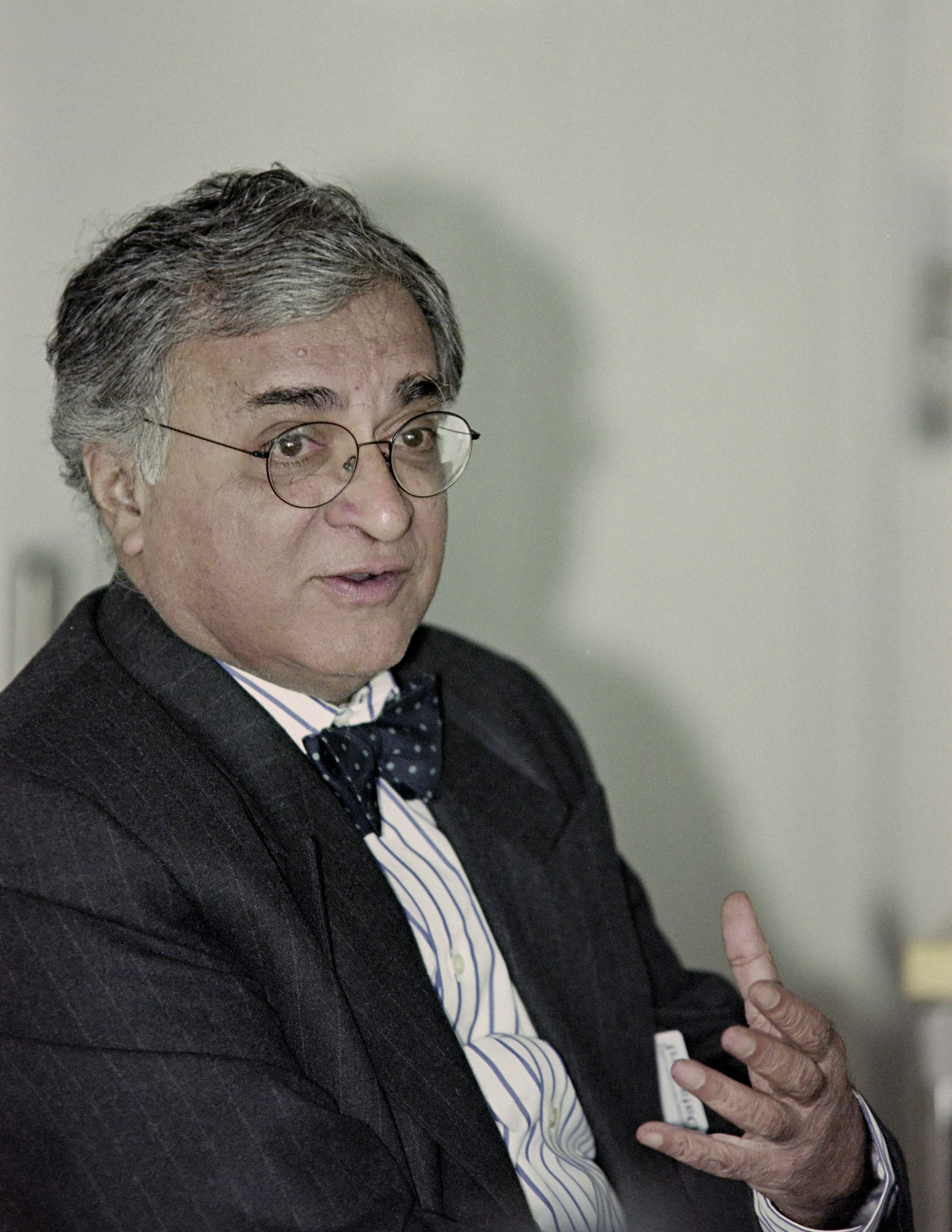
Deepak Lal, 2000

Deepak Lal (* 3. Januar 1940 in Lahore; † 30. April 2020) war ein britischer Wirtschaftswissenschaftler indischer Herkunft. Er war Professor Emeritus der James S. Coleman Professur (Professor of International Development Studies) für internationale Entwicklung an der University of California, Los Angeles (UCLA). Er war Professor Emeritus am University College London für Wirtschafts- und Politikwissenschaft, Research Administrator der Weltbank und wurde von vielen Regierungen und internationalen Agenturen konsultiert.
Von 2009 bis 2010 war Deepak Lal Präsident der Mont Pèlerin Society.
Er war Autor von über 50 Büchern, von mehr als 200 Zeitschriftenaufsätzen und Mitautor zahlreicher Gutachten für internationale Organisationen. Seine Interessenfelder reichten dabei von Kultur- und Religionsgeschichte, Wirtschafts- und Politikgeschichte bis zu aktuellen Bereichen der Wirtschafts-, Finanz- und Entwicklungspolitik. Deepak Lals unkonventionelle Thesen stoßen vor allem von Seiten der Vertreter egalitaristischer Positionen auf Widerspruch.

## Leben
Deepak Kumar Lal wurde in Lahore in eine weitverzweigte und wohlhabende indische Landbesitzerfamilie geboren. Mit der Teilung Indiens am 14. August 1947 verlor die Familie ihr Vermögen und ihren gesamten Landbesitz in Pakistan und musste nach Indien fliehen. Auf Wunsch der Familie sollte Deepak Lal Ingenieurwissenschaft studieren, begann auch zunächst ein Mathematikstudium in Delhi, um sich dann dem Studium der Geschichte zuzuwenden. Als Jahrgangsbester erhielt er eins der seltenen indischen Auslandsstipendien und konnte das Studium der Ökonomie, Philosophie und Politikwissenschaften am Jesus-College in Oxford aufnehmen. Nach Abschluss des Studiums trat er 1963 zunächst in den diplomatischen Dienst Indiens ein und war für kurze Zeit an der indischen Botschaft in Tokio tätig.
1966 quittierte er den diplomatischen Dienst, um eine akademische Laufbahn einzuschlagen.
In den 1970er Jahren war er Mitglied in einer staatlichen indischen Planungskommission, die ihn nach eigenen Aussagen vom Sozialismus, von dem er bis dahin überzeugt gewesen sei, geheilt  habe.
Von 1984 bis 1987 war er research administrator der Weltbank.
Deepak Lal war verheiratet mit Barbara Ballis und hatte zwei Kinder.

## Positionen
Deepak Lal war Befürworter des Wirtschaftsliberalismus. In seinen Büchern und Vorträgen trat er für den Abbau von Hindernissen im internationalen Handel ein, befürwortete eine bedingungslose Freigabe der Wechselkurse und prangerte einen zunehmenden Dirigismus in den westlichen Demokratien an. Nach seiner Ansicht verstärke sich in den westlichen Staaten zunehmend die Tendenz, Verteilungs- und Wohlfahrtsziele zu Ungunsten individueller Freiheitsrechte der Bürger zu forcieren.
Da bewegliche Wechselkurse den festen überlegen seien, könne der funktionslos gewordene IWF abgeschafft werden, und da die Globalisierung zu einem massiven Rückgang der Armut geführt habe, sei die Weltbank mittlerweile überflüssig geworden. Nach seiner Ansicht schaffe die imperiale Vormachtstellung der USA die Voraussetzung für den Freihandel, während Internationale Organisationen, wie die Vereinten Nationen, der IWF und die Weltbank zunehmend unter den Einfluss von NGOs geraten seien, die als Bremsklotz für die globale wirtschaftliche Entfaltung wirkten. Diese Organisationen würden immer mehr zu Gefangenen der NGOs und schadeten deshalb mehr als sie nützten. Dasselbe gelte für die Umweltbewegung.
Die in den letzten 50 Jahre praktizierte Entwicklungshilfe insbesondere für Afrika hält Lal für einen vollständigen Fehlschlag, da sie einen ökonomischen Fortschritt, der mit den kulturellen und mentalen Bedingungen Afrikas kompatibel sei, behindert, sogar verhindert habe, anstatt ihn zu befördern.
Die Bekämpfung der 'Armut in der Dritten Welt' sei inzwischen eine veritable Industrie, die vielen Fachleuten aus der Mittelschicht ein gutes Einkommen sichere. Die NGOs seien zu Lobbyisten in eigener Sache geworden, die ein starkes Interesse daran hätten, die eigene Existenzgrundlage dauerhaft zu sichern.
Den von außen implementierten politischen Formen mangele es an Legitimität, da sie nicht mit den kosmologischen Vorstellungen, der Kultur und der Mentalität der betreffenden Völker einhergingen. Das hohe Sendungsbewusstsein der Amerikaner, welches sich beispielsweise in übertriebenen Forderungen nach weltweiter Demokratie manifestiere, betrachtet Lal als außerordentlich problematisch.
In seinem Buch Reviving the Invisible Hand äußert er eine ätzende Kritik an der grünen Bewegung und dem vermeintlich entwicklungsfeindlichen Verhalten vieler internationaler NGOs. Er spricht unverblümt seine Skepsis gegenüber dem im Westen weitverbreiteten moralischen Generalanspruch aus. Die grüne Bewegung wertet er als säkularen Religionsersatz in einer Welt, in der das Christentum und mit ihm dessen ethische Maßstäbe ihre Wirkkraft und Ordnungsfunktion verloren hätten. Als Religionsersatz habe die grüne Bewegung das Potenzial, die weltwirtschaftliche Globalisierung einmal mehr ins Stocken zu bringen. Darüber hinaus bezweifelt er in Reviving the Invisible Hand die Existenz des anthropogenen Klimawandels und seine negativen Folgen und setzt sich für die Verwendung genetisch veränderter Organismen sowie von DDT als Insektizid in der Landwirtschaft ein.
Umstritten sind seine Thesen über die Neuregelung der globalen Rohstoffausbeutung. Er tritt für die Gründung eines International Natural Resources Fund ein, der die Ausbeutung der Rohstoffvorkommen in den Ländern der Dritten und Vierten Welt, sogenannten gescheiterten Staaten, organisieren soll. Diktaturen, wie beispielsweise in Iran, in Libyen oder afrikanischen Ländern wie dem Kongo setzten die erwirtschafteten Geldmengen nicht zum Wohl ihres Volkes ein, sondern zur Durchsetzung verwerflicher Ziele, wie Alimentierung des Internationalen Terrorismus, der Entwicklung von Massenvernichtungswaffen oder dem Export des Wahabismus, der Staatsdoktrin Saudi-Arabiens, in andere islamische Staaten.
Die weltweite Wirtschaftskrise sei nicht dem Versagen des Marktes geschuldet, sie habe vielmehr ihre Ursache im Versagen der Politik. Die Krise bringt gemäß Deepak Lal nicht nur eine Verdüsterung der Wirtschaftslage, sondern führe auch zu ökonomische Langzeitschäden wie Staatsverschuldung und Inflation.
Die Ursachen des ökonomischen Versagens westlicher Regierungen und westlich dominierter überstaatlicher Organisationen sieht er in einer Demoralisierung der Gesellschaft. Die Globalisierung habe zwar weltweit eine Modernisierung gebracht. Diese dürfe aber nicht mit Verwestlichung gleichgesetzt werden. Gerade die Krise mache deutlich, dass ein Bedarf an der Weiterentwicklung eigener Wertesysteme bestehe, zumal in Asien.
Ein weiteres Thema, das ihn beschäftigte, war die Genese des Kapitalismus in der westlichen Welt. Anders als Max Weber, der die Entstehung westlich-kapitalistischer Wirtschaftsgesinnung in der rationalen Ethik eines asketischen Protestantismus verortet, sah Lal die Grundsteinlegung westlicher Wirtschaftssysteme und das Aufblühen kapitalistischer Wirtschaftsordnung in den Schriften des Augustinus.
Was seine Stellung zur Europäischen Union betrifft, so zählte Deepak Lal, der von 2000 bis 2009 zum Beraterstab des konservativen Schattenkabinetts zählte, im Referendum von 1975 zu den Befürwortern eines Eintritts des Vereinigten Königreichs in die EWG. Er fühle sich aber, wie er sagt, durch die europhilen politischen Eliten getäuscht. “Whilst selling us a free-trading area they were in fact surreptitiously co-opting us in the creation of a political union, a United States of Europe: a state run by unelected technocrats.”

## Auszeichnungen
- 2002 Ehrendoktor der Paul Cézanne Universität, Aix-en-Provence
- 2010 Ehrendoktor der Pontificia Universidad Católica del Perú in Lima
- 2007 Friedenspreis der Società Libera[14]

## Schriften (Auswahl)
- War or Peace. The Struggle for World Power. Oxford: Oxford University Press 2018. ISBN 978-0-19948212-2
- Poverty and Progress. Realities and Myths about Global Poverty. Washington D.C.: Cato-Inst. 2013. ISBN 978-1-93804884-5
- Lost Causes. The Retreat from Classical Liberalism. 2012. ISBN 978-1-84954288-3
- Reviving the Invisible Hand. The Case for Classical Liberalism in the Twenty-first Century. 2006.
- The Poverty of „Development Economics“. 2002.
- The Praise of Empires. Globalization and Order. London: Palgrave Macmillan 2004.
- Unintended Consequences. The Impacted Factor Edowments, Culture and Politics on Long-Run Economic Performance. 2001. ISBN 978-0-26262154-0
- The Political Economy of Poverty, Equity, and Growth. A Comparative Study. 1999. ISBN 0-1-9829432-8
- Stagflation, savings, and the state: perspectives on the global economy. Publ. for The World Bank. Ed. by Deepak Lal and Martin Wolf. 1986. ISBN 0-19-520496-4
- The Threat to Economic Liberty from International Organizations. In: Cato Journal. Vol. 25, Nr. 3. 2005. S. 503–520. (PDF)
- Enlightenments, old and new – I. What can the history of the European enlightenments tell us about the chances of an Islamic enlightenment? In: Business Standard. 19. September 2014  Volltext
- Enlightenments old and new – II. Why the best hope for an Islamic enlightenment comes from the Shia clerics of Iraq. In: Business Standard. 17. Oktober 2014.  Volltext